# بيت حزون
بيت حزون مستوطنة مجتمعية إسرائيلية أقيمت على أراضي قضاء طولكرم.

## التاريخ
أقيمت مستوطنة بيت حزون عام 1953 على أراضي قضاء طولكرم.

## الشركاء
تشكلت مستوطنة بيت حزون من قبل مجموعة من المهاجرين من إنجلترا، وجنوب أفريقيا، والولايات المتحدة الأمريكية.